# خوليو أنجولو
خوليو أنجولو (20 مايو 1990 بغواياكيل في الإكوادور - ) هو لاعب كرة قدم إكوادوري في مركز الهجوم. لعب مع برشلونة جواياكويل وديبورتيفو كوينكا وإنديبندينتي ديل فال.

## وصلات خارجية
- خوليو أنجولو على موقع قاعدة بيانات كرة القدم.إي يو (الإنجليزية)
- خوليو أنجولو على موقع Soccerway.com (الإنجليزية)
- خوليو أنجولو على موقع AS.com (الإسبانية)